# 石慶
石慶（？—前103年），是西汉大臣。西汉时河内郡温县（今属河南）人，居茂陵。封牧丘侯，谥恬。

## 生平
「万石君」石奋之子，石奋和其四子，長子石建、次子石某甲（名不詳）、三子石某乙（名不詳）、四子石庆，官俸都是二千石，共計「一萬石」，所以汉景帝称石奋为「万石君」。
「万石君」一家以謙恭有禮聞名，石慶早年為內史，一日石慶醉歸，入外门時未下车。万石君知道後生氣，不願吃饭。石庆光着上身去请罪，万石君不理會。哥哥石建也去衣露體，向万石君请罪，萬石君才原諒石慶。
石慶一向繼承父親教誨，恭敬謹慎，曾担任太子太傅，後任太僕。一日皇帝问他总共有幾匹马驾车。石庆用马鞭一一點數完畢，说：“六匹。”石慶已經是石家行事最簡易的人了，還那麼恭敬有禮。
后任齐王刘闳的丞相，齐国人为他建立石相祠。

### 丞相
元鼎五年（前112年），汉武帝任命御史大夫石庆为丞相，册封为牧丘侯。太初二年（前103年）正月，石庆卒，由公孫賀代之，谥恬侯。

## 家庭
儿子石德是太子刘据的师傅。

## 延伸阅读
[在维基数据编辑]
 《史記/卷103》，出自司馬遷《史記》